# Elodes pulchella
Elodes pulchella är en skalbaggsart som beskrevs av Guérin-Méneville 1843. Elodes pulchella ingår i släktet Elodes och familjen mjukbaggar. Inga underarter finns listade i Catalogue of Life.